# Marine Corps Recruit Depot San Diego
Marine Corps Recruit Depot San Diego  es una instalación militar ubicada en San Diego, California.  Marine Corps Recruit Depot San Diego se encuentra inscrito como un Distrito Histórico en el Registro Nacional de Lugares Históricos desde el 31 de enero de 1991. 

## Ubicación
Marine Corps Recruit Depot San Diego se encuentra dentro del condado de San Diego en las coordenadas 32°44′31″N 117°11′50″O / 32.741944, -117.197222.